# Бендюговка
Бендюго́вка (укр. Бендюгівка) — село, входит в Кагарлыкский район Киевской области Украины в советское время оно называлось 17-й Партсъезд.
Население по переписи 2001 года составляло 317 человек. Почтовый индекс — 09243. Телефонный код — 4573. Занимает площадь 3,567 км². Код КОАТУУ — 3222280801.

## Местный совет
09243, Киевская область, Кагарлыкский р-н, с. Бендюговка, тел. 7-35-40.

## Известные люди
В селе родился Бащенко, Александр Петрович — Герой Советского Союза.